# Martinsville (Virginia)
Martinsville település az Amerikai Egyesült Államok Virginia államában, Vi megyében, melynek megyeszékhelye is. Lakosainak száma 13 485 fő (2020. április 1.).

## Népesség
A település népességének változása:
| Lakosok száma | 13 821 | 13 790 | 13 741 | 13 755 | 13 645 | 13 485 |
|               | 2010   | 2011   | 2012   | 2013   | 2015   | 2020   |